# Vlčetín (Žirovnice)
Vlčetín (německy Wiltschetin) je vesnice, část města Žirovnice v okrese Pelhřimov. Nachází se asi 3,5 km na jihozápad od Žirovnice. V roce 2009 zde bylo evidováno 67 adres. V roce 2001 zde trvale žilo 103 obyvatel.
Vlčetín je také název katastrálního území o rozloze 8,08 km2.

## Historie
První písemná zmínka o obci pochází z roku 1388.

## Obecní správa
Do roku 1976 byl Vlčetín samostatnou obcí. V letech 1850–1880 k obci Vlčetín patřil Stojčín. Od 1.4.1976 je Vlčetín částí obce Žirovnice.

## Pamětihodnosti
- Kaple